# Lingue marchesiane
Le lingue marchesiane o marchesane sono un gruppo di dialetti delle lingue oceaniche parlate nelle isole Marchesi, nella regione della Polinesia. Fanno parte delle lingue polinesiane.
Si possono distinguere lo « ’eo enana », parlato nella parte nord-occidentale delle isole, dallo « ’eo enata » nella parte sud-orientale. Questi nomi si possono entrambi tradurre con "lingua degli uomini". Linguisti come Stephen Wurm e Shirō Hattori considerano che il marchesiano settentrionale, parlato da 5.390 persone nel 2007, a Nuku Hiva, Ua Huka e Ua Pou, è una lingua separata dal marchesiano meridionale, parlato da 2.700 persone nel 2007, a Hiva Oa, Tahuata e Fatu Hiva.